# Pacta sunt servanda
Pacta sunt servanda és una expressió llatina que significa “els pactes s'han de complir”. És una expressió utilitzada en el món jurídic (citada sovint en sentències judicials i en escrits) i que expressa un dels principis fonamentals del Dret. És un principi universal, d'origen consuetudinari, incorporat explícitament en alguns textos legals i sobretot en la jurisprudència tan internacional com nacional.
De fet, aquest principi és la base de la seguretat jurídica en l'àmbit del dret contractual, tan si ens referim a contractes civils o mercantils, com a contractes administratius, tractats internacionals, etc. Perquè, en efecte, la base de qualsevol acord és la certitud que totes les parts que l'han subscrit el compliran de bona fe. Dit d'una altra manera, que cap dels signants d'un acord pot pretendre, posteriorment d'eximir-se de complir les obligacions que hi ha acceptat lliurement des de l'inici. Es tracta de la santedat o de la inviolabilitat dels acords, del valor de la paraula donada.

## Origen històric de l'expressió
Malgrat la seva forma llatina, aquesta expressió no prové del Dret romà clàssic sinó que va començar a ser utilitzada, en el sentit actual, a partir dels estudis del jurista holandès Hugo Grotius (1583-1645) sobre el dret natural en l'àmbit de les relacions internacionals; i, especialment, arran de la distinció que va fer entre el dret natural i el dret voluntari (dret positiu construït a partir de la voluntat dels estats d'establir acords i regles entre ells i basats en el principi pacta sunt servanda). Grotius, un jusnaturalista de referència, considerava que el dret sorgit de la lliure voluntat de pacte entre nacions havia de respectar –malgrat tot– unes certes regles mínimes de dret natural, com és ara aquest principi bàsic: el respecte a la paraula donada. Grotius i els seus seguidors, de fet, intentaven substituir el poder universal –ja desaparegut– del Sacre Imperi, per una mena de superlegalitat universal que s'imposés al conjunt dels estats, una noció que s'adeia a l'esperit racionalista de l'època. Per això alguns consideren Grotius el “pare” del dret internacional; i aquest principi en seria la clau de volta. Poc després, el jurista alemany Samuel von Pufendorf (1632-1694) elevaria l'expressió pacta sunt servanda a un principi general per a tot tipus de contracte, segons argumenta en la seva obra De jure naturae et gentium (1672). Posteriorment, teòrics positivistes com el suís Emer de Vattel (1714-1767) rebutjaven la preeminència del dret natural en les relacions internacionals i atribuïen, en tot cas, al dret consuetudinari l'existència de certes normes generals.
En qualsevol cas, però, el pacta sunt servanda és un principi de sentit comú i els juristes esmentats no varen fer altra cosa que recollir-lo i teoritzar-lo en els seus tractats. I el propi dret positiu actual així l'ha recollit: com un principi essencial, tan en el dret internacional com en els drets nacionals.

## En el Dret internacional públic
El dret internacional públic és un dret essencialment de caràcter contractual: les normes internacionals són establertes per tractats i acords subscrits pels diferents estats (sigui de forma directa o al si de les organitzacions internacionals on pertanyen). Per això la importància del principi pacta sunt servanda en el dret internacional: perquè és el pilar mestre que sustenta tot l'ordenament jurídic internacional. Tot es basa en la confiança mútua i en l'acompliment dels compromisos lliurement adquirits.
Com ja hem vist, el sorgiment del dret internacional va anar acompanyat de grans debats filosòfics sobre la naturalesa dels principis bàsics, especialment del principi pacta sunt servanda. Per uns provenia del dret natural, superior al dret dels estats; per altres, en tot cas, tenia un origen consuetudinari i prou; i per uns tercers, sorgia únicament del dret positiu, de les obligacions que sobiranament s'autoimposaven els estats a través dels acords amb altres.
En qualsevol cas, en la societat internacional contemporània, regida per una immensitat de tractats i organitzacions internacionals, aquest principi es troba a la base de tota l'estructura. Per una banda, perquè aquest principi s'ha incorporat en el dret positiu, de manera molt principal en el Conveni de Viena sobre el dret dels tractats. I per altra banda, perquè tan abans com després de l'entrada en vigor d'aquest Conveni, la regla pacta sunt servanda ha estat recollida per la nombrosa jurisprudència internacional com un principi fonamental que ha de ser respectat.

### En el Conveni de Viena sobre el dret dels tractats
De manera molt principal, el principi pacta sunt servanda és recollit per l'article 26 i el 27 del Conveni de Viena sobre el dret dels tractats (Viena, signat el 23/05/1969 i entrat en vigor el 27/01/1980). I també, de forma idèntica, als corresponents articles 26 i 27 del Conveni de Viena sobre el dret dels tractats entre Estats i organitzacions internacionals o entre organitzacions internacionals (Viena, 21/03/1986).
Així, referint-se a l'obligació dels estats a acatar els tractats internacionals que hagin signat, l'article 26 del Conveni –justament titulat “Pacta sunt servanda”– diu que “tot tractat en vigor obliga les parts i ha de ser acomplert per elles de bona fe”. El mateix Conveni de Viena remata aquest precepte a l'article següent, l'article 27 –titulat “El dret intern i l'acatament dels tractats”–, que afirma que “una part no pot invocar les disposicions del seu dret intern com a justificació de l'incompliment d'un tractat” degudament signat i formalitzat. És a dir que, un cop un estat ha donat el seu consentiment i ha ratificat un tractat, l'ha d'acomplir fins i tot encara que eventualment pugui haver-hi legislació pròpia que s'hi contradigui.
La mateixa noció de respecte a la paraula donada també és present en tots els articles del Conveni de Viena que es refereixen a la possibilitat de modificar un tractat, de denunciar-lo o de retirar-se’n. En tots els supòsits, el Conveni descarta l'acció unilateral i obliga a tot estat signatari d'un tractat a cenyir-se, en tot cas, als mecanismes que cada tractat hagi previst per a fer-ho.
I encara més, el Conveni de Viena adverteix, a la seva introducció, que “els principis de lliure consentiment i de bona fe i la norma pacta sunt servanda estan universalment reconeguts”, donant-li així una validesa que va molt més enllà dels propis signants del Conveni. La reconeix com una norma preexistent i universal. Aspecte que és afirmat unànimement per la jurisprudència internacional.

### En la jurisprudència internacional
Des de ben abans que es redactés i entrés en vigor el Conveni de Viena sobre el dret dels tractats, la jurisprudència internacional (tan si es tracta de tribunals judicials com arbitrals) ha insistit reiteradament en l'existència d'aquest principi de bona fe, consistent a què els estats han d'acomplir els compromisos contrets amb altres estats. Cal dir que amb el pas del temps han anat apareixent més i més tractats que regulen específicament cada matèria, de manera que les relacions internacionals actuals estan molt més reglamentades i el principi pacta sunt servanda és, d'entrada, assumit i respectat. No obstant, també en sentències posteriors es manté inalterable la mateixa jurisprudència. A continuació es detallen algunes de les principals sentències internacionals que reafirmen el principi. Aquestes sentències han estat dictades per la Cort Permanent d'Arbitratge i, sobretot, per la Cort Internacional de Justícia:
- CPA. Sentència 7/09/1910. Les pesqueres de les costes septentionals de l'Atlàntic.[6]
- CIJ. Sentència 2/02/1973. Competència en matèria de pesqueres.[7]
- CIJ. Sentència 27/06/1986. Activitats militars i paramilitars a Nicaragua.[8]
- CIJ. Sentència 3/02/1994. Litigi territorial entre Líbia i Txad.[9]
- CIJ. Sentència 17/07/2019. Jadhav (Índia c. Paquistan).[10]

### Els debats sobre l'abast delpacta sunt servanda
Alguns autors han volgut veure alguns casos excepcionals on el principi pacta sunt servanda deixaria d'aplicar-se o seria atenuat. Però en realitat es refereixen a casuístiques que no entren en el camp d'aplicació d'aquest principi, ja que el pacta sunt servanda estableix el compliment obligatori dels pactes (dels tractats i acords internacionals) i, en canvi, els casos esgrimits fan referència a situacions on no hi ha cap acord signat. Per tant, si no hi ha pacte, no hi ha obligació d'acomplir-lo. Dels casos citats per aquests diversos autors, només n'hi ha un que sí que pot constituir una excepció al principi: l'eventual aplicació de la clàusula rebus sic stantibus. En qualsevol cas és interessant d'enumerar aquestes diverses situacions plantejades.

#### La no signatura d'un tractat per part d'un estat
És cert que, a diferència dels ordenaments jurídics nacionals, on les lleis s'apliquen sense excepció a tots els ciutadans, l'ordenament internacional es basa en la lliure acceptació de les normes (els tractats i acords) per part dels estats. És el principi de l'efecte relatiu dels tractats: els pactes només vinculen a aquells qui els han fet; cap pacte pot ser imposat a un tercer. Un estat, en efecte, pot decidir de no signar un tractat i, en conseqüència, evitar que se li puguin imposar les normes figurant en aquest tractat. Però des del moment que hi dona el seu consentiment, aquelles normes les ha d'assumir com a obligatòries: això és la regla pacta sunt servanda.
Un exemple el tenim en el propi Conveni de Viena esmentat, el qual fou votat a l'Assemblea General de les Nacions Unides i ha estat signat i ratificat per la immensa majoria d'estats. Per tant, és d'aplicació directa a la immensa majoria d'estats del món. Però hi ha algunes excepcions. I una de ben propera: França. Espanya es va adherir al Conveni el 1972, i Andorra el 2004, sense que cap d'ells hi manifestés cap reserva. No obstant, França –tot i haver participat activament en la seva redacció i haver votat favorablement la majoria d'articles– va oposar-se al redactat d'alguns d'ells (en cap moment es referia als articles citats anteriorment) i va optar per no signar el Conveni. A la pràctica, però, n'ha respectat les normes i no ha posat mai en qüestió la validesa d'aquest principi general. Així, doncs, França pot eventualment al·legar que les regles d'aquest Conveni no li són oposables. Però això no vol dir que rebutgi la obligatorietat d'acomplir els seus compromisos i d'acomplir els moltíssims tractats i acords que sí que ha signat (molts d'ells inclouen explícitament el mateix principi). És més, en cas d'un eventual litigi als tribunals, segurament els jutges aplicarien igualment el principi pacta sunt servanda en tant que principi universal del dret o en tant que principi habitualment respectat per la mateixa França.
El rebuig francès és més aviat d'ordre filosòfic. No s'oposa a la regulació internacional del dret dels tractats sinó a què en el Conveni s'afirmi de forma genèrica que existeixen normes de ius cogens (normes consuetudinàries universals i imperatives) que poden imposar-se per damunt de les decisions sobiranes dels estats. Allò que França no ha volgut admetre és l'existència d'un corpus indefinit de normes superiors (costums i principis generals), les quals no es troben plasmades en cap articulat concret.

#### La formalització de reserves a un tractat
Molts tractats internacionals permeten als seus signants de formular reserves sobre una certa part d'articles del tractat. Això vol dir que alguns estats poden signar el conjunt del tractat a l'excepció de tal o tal article. Fins i tot poden formular una reserva sobre un article en el sentit d'acceptar-lo només a condició que s'interpreti de tal o tal manera. És una pràctica relativament habitual. Però el fet de formular una reserva és, justament, un avís previ que aquell compromís concret no se subscriu. O que només se subscriu a partir d'una determinada interpretació. Per tant, aquesta pràctica no es contraposa per a res al pacta sunt servanda, que justament és una norma aplicable a partir del precís moment que s'ha subscrit un acord, i no pas prèviament. D'altra banda, la possibilitat que els tractats incloguin el dret a formular reserves està reglamentat en el mateix Conveni de Viena.

#### Els instruments no convencionals
En les relacions internacionals han proliferat una multitud d'instruments de caràcter no convencional, no contractual. Són documents que es coneixen per denominacions diverses (declaració conjunta, acta final d'una conferència, comunicat comú...). A vegades són documents prou detallats i que fins i tot poden preveure mesures de seguiment i de verificació dels compromisos contrets. Però que es presenten com a documents estrictament informals o polítics, i defugen expressament els formalismes d'un tractat o d'un acord internacional: en certa manera, renuncien així a la via contenciosa en cas d'eventuals incompliments. És una modalitat d'instrument en expansió que cal inscriure al si del dret internacional, tot i que es basen justament en l'acord comú d'evitar els procediments i les regles ordinàries del dret. Tot i així, si algun litigi arribés a ser sotmès a un tribunal internacional, caldria veure si aquest detecta –o no– una voluntat comuna de compromís i, en conseqüència, hi aplica l'obligatorietat del principi. De fet, això ja ha passat i la CIJ, en el cas que va sentenciar, tot afirmant que en aquell cas concret el “comunicat conjunt” que se li aportava no representava un pacte internacional, reconeixia al mateix temps que no sempre ha de ser així i que no cal excloure que un document sota la forma de “comunicat conjunt” constitueixi en realitat un acord internacional.

#### La clàusularebus sic stantibus
Finalment, aquesta sí que una veritable excepció prevista en l'aplicació de la regla pacta sunt servanda: l'eventual acceptació –de caràcter veritablement excepcional– de la clàusula rebus sic stantibus. És una clàusula prevista per a fer front a canvis radicals de situació, imprevistos en el moment de signar un acord, i que causen un perjudici substancial a una de les parts. Aquesta situació nova pot conduir a la modificació del compromís contret o fins i tot a la seva suspensió. El mateix Conveni de Viena en preveu la possibilitat al seu article 62 (no hi utilitza l'expressió llatina rebus sic stantibus, però sí el seu concepte “canvi fonamental en les circumstàncies”). No obstant, cal dir que si bé la jurisprudència internacional ha acceptat l'existència d'aquesta clàusula, també és cert que sempre n'ha remarcat el seu caràcter veritablement excepcional; tant, que en els casos que se li han sotmès, mai ha considerat que els perjudicis fossin tant greus com per a saltar-se el principi general pacta sunt servanda.
Per exemple, en la sentència CIJ 2/02/1973 Competència en matèria de pesqueres –citada més amunt– el tribunal internacional afirma que per aplicar la clàusula rebus cal que “els canvis de circumstàncies que han de ser considerats com a fonamentals o vitals, són aquells que posen en perill l'existència o el desenvolupament vital d'una de les parts”. I per tant, considera que el cas que li ha estat sotmès no és de tal gravetat, que no pertoca aplicar la clàusula rebus, i que les parts que han acudit al tribunal han de complir el tractat comú d'acord amb el principi pacta sunt servanda.  

#### Els tractats contradictoris
És una casuística possible i que s'ha donat en la realitat. Hi ha jurisprudència al respecte. I també ho preveu el Conveni de Viena al seu article 30 sobre l'aplicació de tractats successius relatius a la mateixa matèria. I la conclusió és neta: el tractat anterior preval a no ser que el tractat posterior estigui signat per les mateixes parts que l'anterior. Cap signant podrà imposar el tractat posterior a una part del primer tractat que no ha estat part del segon. Un cop més, preval el principi pacta sunt servanda.

## En el Dret internacional privat
Sabem que en l'àmbit privat, una de les principals qüestions en cas de litigis sobre contractes internacionals és determinar quina llei caldrà aplicar. Generalment, cada contracte ho té previst entre les seves disposicions. Això podria dur a resultats judicials diferents segons si se li aplica la llei d'un país o la llei d'un altre.
En allò relacionat amb la regla pacta sunt servanda, però, hi ha unanimitat. I, en tot cas, la sola cosa és que podria haver-hi lleugeres diferències en l'acceptació de la clàusula d'excepció rebus sic stantibus. Però també en això, en l'entorn del nostre país, hi ha una coincidència notable d'apreciació, ja sigui de base legal (com a França, que en la reforma del seu Codi Civil el 2016 hi va regular l'admissibilitat d'aquesta clàusula) ja sigui de base jurisprudencial (com a Espanya i a Andorra). En tots tres estats, tot i reconèixer l'existència de la clàusula, s'admet en poquíssims casos, sempre del tot excepcionals. A més, diferents iniciatives jurídiques internacionals han contribuït a homogeneïtzar criteris, ben restrictius, sobre l'aplicabilitat de la noció rebus sic stantibus.

## En el Dret intern als Països Catalans
Els Països Catalans estan sotmesos, segons el territori, a ordes jurídics diferents: s'aplica la legislació andorrana a Andorra, la francesa a Catalunya del Nord, i l'espanyola o autonòmica corresponent a la resta del territori.
Les tres legislacions, però, no difereixen gens a l'hora de proclamar el pacta sunt servanda com el principi bàsic en l'àmbit dels contractes. França i Espanya ho afirmen de manera explícita en els respectius codis civils: articles 1091, 1256, 1258 i 1278 del Codi Civil espanyol; i article 1103 del Codi Civil francès. Naturalment, el Codi Civil català també recull la noció d'obligatorietat d'acomplir els compromisos quan es refereix als diferents tipus de contractes (exemple: l'article 621-1 i següents, relatius als contractes de compravenda). Andorra, que manté el seu dret privat en un sistema de fonts diverses (ius commune) i, per tant, no disposa d'una codificació general com els seus veïns (tot i que d'ençà de la Constitució de 1993 ha anat elaborant lleis sobre cada cop més àmbits), també fonamenta –potser més que cap altre– l'àmbit dels contractes en el respecte a la paraula donada. I així ho recull la jurisprudència andorrana, que també s'alimenta del dret comparat amb els països del seu entorn i de les recomanacions del dret internacional privat.
Com a úniques excepcions al principi general pacta sunt servanda, cal simplement recordar que algunes lleis molt específiques poden permetre el desistiment unilateral d'un dels contractants. Però en aquest cas no és tan una excepció al principi, sinó una obligació legal en el sentit que determinats contractes específics han d'incloure aquesta possibilitat de desistiment. Així és, en les tres legislacions vigents als Països Catalans, per exemple en les respectives lleis del comerç i de protecció del consumidor pel que fa a la venda a distància: en tots els casos es reconeix al consumidor uns terminis per a desistir-se de la compra.